# Видинци
Видинци (болг. Видинци) — село в Болгарии. Находится в Ямболской области, входит в общину Тунджа. Население составляет 50 человек.

## Политическая ситуация
В местном кметстве Видинци, в состав которого входит Видинци, должность кмета (старосты) исполняет Янка Никова Лилова (Болгарская социал-демократия (БСД)) по результатам выборов.
Кмет (мэр) общины Тунджа — Георги Стоянов Георгиев (коалиция в составе 2 партий: Болгарская социалистическая партия (БСП) и Болгарская социал-демократия (БСД)) по результатам выборов.